# Margo Glantz
Margarita (Margo) Glantz Shapiro (Cidade do México, 28 de janeiro de 1930) é uma ensaísta, escritora e crítica literária mexicana. Suas obras tratam de temas como memória, migração, sexualidade, erotismo e corpo. Em 1995, foi eleita membra da Academia Mexicana da Língua, a qual Glantzs tomou posse no dia 21 de novembro de 1996. Em 2004 recebeu o Prêmio Nacional de Ciências e Artes, na categoria de Linguística e Literatura.

## Biografia
A intelectual nasceu numa família judia que emigrou da Ucrânia para o México na década de 1920. Seus pais, Jacob Glantz e Elizabeth (Lucía) Shapiro, se conheceram na cidade ucraniana de Odessa, onde também se casaram. Eles tentaram imigrar para os Estados Unidos, pois tinham familiares lá, mas a entrada deles foi negada, os fazendo continuar no México.  Ainda que tenham se mantido fiéis às tradições judias, também se adaptaram aos círculos artísticos mexicanos. Seu pai, Jacob Glantz, era amigo do pintor Diego Rivera, e tinha grande interesse pelas novas correntes culturais de seu novo país.
Por diversos motivos, a família da escritora teve que se mudar com bastante frequência. Como resultado, Margo estudou em várias escolas. Passou dois anos na Escola Secundária N° 15, um ano no Colégio Israelita do México, e se formou na Escola Nacional Preparatoria N° 1, que inicialmente ocupou o edifício que antes pertencia ao Antigo Colégio de San Ildefonso, onde foi fortemente influenciada por Agustín Yáñez, um de seus professores.

## Trajetória Acadêmica
Cursou Letras Inglesas na Faculdade de Filosofia e Letras da Universidade Nacional Autónoma de México. Após a graduação, continuou seus estudos acadêmicos em Paris e cursou o doutorado em Letras Hispânicas na Universidade de Sorbonne.
Sua trajetória acadêmica começou em 1958 na Faculdade de Filosofia e Letras da UNAM onde tem exercido a docência por mais de cinquenta anos; tem dado cursos de literaturas clássicas, das línguas modernas, letras mexicanas e hispanoamericanas. Além disso, é reconhecida como professora visitante em universidades prestigiadas como Yale, Princeton, Harvard, Berkeley entre outras.
Em 1966 foi fundadora e diretora da revista Ponto de Partida da UNAM. De 1977 até 1985 Glantz foi colaboradora de Rádio Universidade e do jornal Unomásuno. Em relação a difusão cultural, ela teve vários cargos como: diretora do Instituto Cultural Mexicano-Israelita (1966-1970), do Centro de Línguas Estrangeiras da UNAM (1970-1971) e diretora de Literatura no Instituto Nacional de Belas Artes (1983-1986), entre outros cargos.
Entre 1986 e 1988 atutou como agregada cultural da Embaixada de México em Londres.
No ano de 1995 foi eleita membro de número da Academia Mexicana da Língua, para ser a terceira ocupante da cadeira XXXV e tomou posse o 21 de novembro de 1996.  Em 2010 recebeu o Prêmio FIL de Literatura em Línguas Romances (dantes Juan Rulfo) e em 2015 o Prêmio Iberoamericano de Narrativa Manuel Vermelhas, um ano antes de ser condecorada com a XVI Presea Cervantina no marco do Coloquio Cervantino Internacional.
Com 89 anos de idade, em 2019 foi premiada com o primeiro Prêmio Novo León Alfonso Reis, por suas contribuições, durante seis décadas, ao campo intelectual e humanista, na academia e as letras, na cidade de Monterrey.
Em 2022 ela recebeu o Prêmio Internacional Carlos Fontes à criação literária no idioma espanhol da Secretaria de Cultura de México e a Universidade Nacional Autônoma do México.
Em 2024, Margo completou 94 anos de idade, ativa e em completa lucidez. A escritora abordou esse assunto numa ampla entrevista que concedeu ao Suplemento Confabulario do Universal, onde disse: "Simplesmente tenho chegado lentamente e quase sem sentir uma idade na que sou bastante conhecida, encontro na rua gente que se emociona por me ver e digamos que está bem, me emociona que tenham interesse no que escrevo”.
É autora de diversas obras, como:
- Repeticiones (1979)
- Intervención y pretexto (1981)
- Las genealogías (1981)
- El día de tu boda (1982)
- La lengua en la mano (1983)
- Síndrome de naufragios (1984)
- Erosiones (1984)
- De la amorosa inclinación a enredarse en cabellos (1984)
- Esguince de cintura (1994)
- La Malinche sus padres y sus hijos (1994)
- Apariciones (1996)
- Zona de derrumbe (2001)
- El rastro (2002)
- La desnudez como naufragio: Borrones y borradores (2005)
- Historia de una mujer que caminó por la vida con zapatos de diseñador (2005)
- Saña (2007)
- Onda y escritura: jóvenes de 20 a 33 (2006)
- La polca de los osos (2008)

Porém, só temos dois livros da autora publicados no Brasil, sendo eles:
- Aparições (2007)[7]
- E por olhar tudo, nada via (2021)[8]

No que diz respeito a seu trabalho crítico, grande parte é dedicado à obra da poeta mexicana Juana Inés da Cruz. Nesse sentido, Víctor Gerardo Rivas comenta que “Margo Glantz iniciaria uma de suas linhas fundamentais de investigação e criação ensaística: a grande figura do barroco hispanoamericano, a poetisa Sor Juana Inés da Cruz, à que dedicou na década dos 90 trabalhos essenciais na bibliografia sorjuanista como Sor Juana Inés da Cruz, hagiografía ou autobiografía?; Sor Juana Inés da Cruz: saberes e prazeres e Sor Juana: A comparação e a hipérbole".
Glantz acredita que “tudo o que alguém escreve é, até verdadeiro ponto, autobiográfico” e por isso, seus livros também são uma cartografia de suas obsessões, desde o corpo fragmentado até as personagens que ela admira no plano literário: Kafka, Melville, King Kong, Colón, Cortês, Malinche, Díaz do Castillo, Núñez Cabeça de Vaca ou Sor Juana.
Ao perceber a cronologia de seus livros, pode-se ver o desenvolvimento de suas chamadas obsessões, como por exemplo o fragmento “82. História de baleias”, que é repetida em seu livro seguinte: Duzentas baleias azuis e quatro cavalos (1981); sucessivamente neste livro aparece um fragmento sobre Álvar Nuñez Cabeça de Vaca que se repete em Síndrome de naufrágios (1984) e assim continua se repetindo e reescrevendo ao longo de sua obra.
Em 1996 recebeu uma bolsa da Fundação Rockefeller, e em 1998 a Bolsa Guggenheim.
No ano de 2004, a escritora foi premiada com o Prêmio Nacional de Linguística e Literatura.
A intelectual também recebeu o título de Doutora honoris causa por várias universidades, entre elas estão a Universidade Autónoma Metropolitana (UAM) em 2005, a Universidade Autónoma de Novo Leão em 2010 e a Universidade Nacional Autónoma de México (UNAM) em 2011. No dia 6 de abril de 2016, Margo recebeu uma medalha pelos 55 anos de trabalho docente na Faculdade de Filosofia e Letras da UNAM.